# Abd al-Malik ben Zaidan
Pour les articles homonymes, voir Abd al-Malik.
 (mai 2016).
Si vous disposez d'ouvrages ou d'articles de référence ou si vous connaissez des sites web de qualité traitant du thème abordé ici, merci de compléter l'article en donnant les références utiles à sa vérifiabilité et en les liant à la section « Notes et références ».
Abou Marouane Abd al-Malik ben Zaidan ben Ahmed el-Mansour ed-Dahbi (en arabe : أبو مروان عبد الملك بن زيدان بن أحمد المنصور الذهبي) est un sultan de la dynastie saadienne, qui a régné au Maroc de 1627 à 1631.
Petit-fils d'Ahmed al-Mansour, il succède en 1627 à son père Zaidan el-Nasir.